# کالاپیتیا
کالاپیتیا (به لاتین: Kalapitiya) یک منطقهٔ مسکونی در سری‌لانکا است که در استان مرکزی (سری‌لانکا) واقع شده‌است.